# Dekanat zachodniosyberyjski
Dekanat zachodniosyberyjski (ros. Западно-Сибирский деканат) – rzymskokatolicki dekanat diecezji Przemienienia Pańskiego w Nowosybirsku, w Rosji. W jego skład wchodzi 8 parafii. Jego terytorium sięga od granicy z Kazachstanem na południu do Morza Karskiego na północy.
Dekanat obejmuje:
- obwód kurgański – 1 parafia
- obwód tiumeński – 4 parafie
  - Chanty-Mansyjski Okręg Autonomiczny – 3 parafie
  - Jamalsko-Nieniecki Okręg Autonomiczny – 0 parafii

## Parafie dekanatu
- Iszym – parafia Miłosierdzia Bożego
- Kurgan – parafia Matki Bożej Nieustającej Pomocy
- Niżniewartowsk – parafia św. Mikołaja (greckokatolicka)
- Omutinskoje – parafia śś. Apostołów Piotra i Pawła
- Surgut:
  - parafia św. Józefa Robotnika
  - parafia Narodzenia Najświętszej Maryi Panny (greckokatolicka)
- Tiumeń – parafia św. Józefa Oblubieńca Najświętszej Maryi Panny
- Tobolsk – parafia Świętej Trójcy